# Accademia di San Carlo
L'Accademia di San Carlo (dallo spagnolo Academia de San Carlos) è un'accademia di belle arti di città del Messico, prima scuola d'arte delle Americhe.

## Storia
Il rinomato incisore Jerónimo Antonio Gil fondò, nel 1778, una scuola di incisione nata in seno all'Hospital del Amor de Dios, ove venivano curati gli ammalati di sifilide. In seguito al successo dell'istituto, Gil e il suo partner Fernando José Mangino decisero di inaugurare l'Academia de San Carlos nel 1781, ove venivano insegnate pittura, scultura, e architettura. Il 25 dicembre 1783, su volere del re Carlo III di Spagna, l'istituto venne fuso con l'ospedale di San Andrés nel vecchio collegio dei Gesuiti di via Tacuba, e prese il nome di Real Academia de San Carlos de las Nobles Artes. La scuola promuoveva l'arte classica greca e romana e quella neoclassica. Faceva anche giungere dall'Europa dei calchi scultorei in gesso finalizzati a scopi didattici. L'accademia vantava anche una vasta collezione d'arte, considerata il primo museo d'arte delle Americhe.
All'inizio del XIX secolo, l'Accademia di San Carlo fu chiusa per un breve periodo a causa della guerra d'indipendenza del Messico. Quando riaprì, fu ribattezzata Accademia Nazionale di San Carlo, e riuscì a ottenere i favoritismi del governo, che apprezzava il neoclassicismo a scapito dell'arte barocca, giudicata simbolo del colonialismo europeo. Nonostante queste prese di posizione, e sebbene solo coloro che erano nati in Messico potessero accedere presso l'Accademia, durante il suo mandato, l'imperatore del Messico Massimiliano I, che aveva ottenuto il potere grazie ai francesi, protesse la scuola. Quando Benito Juárez spodestò l'imperatore e riconquistò la presidenza del Messico, si dimostrò riluttante a sostenere l'accademia, in quanto giudicava il suo modello di insegnamento europeo una vestigia del colonialismo.
Nel 1913, in seguito a una protesta generale da parte degli studenti e dei docenti, l'Accademia di San Carlo rinnovò il suo modello di insegnamento, giudicato troppo antiquato, e il corpo dei docenti fece espellere il direttore Antonio Rivas Mercado. Nel 1929 l'indirizzo di architettura venne scisso dall'Accademia di San Carlo, e divenne un ente autonomo. Quattro anni più tardi, esso verrà assorbito dall'UNAM.

## Descrizione
L'Accademia di San Carlo si trova al numero 22 di calle de la Academia a nord-est di piazza della Costituzione, a Città del Messico. La facciata dell'edificio, di matrice neoclassica, è decorata da sei medaglioni di Francesco Cavallari rappresentanti i quattro fondatori dell'istituto Carlo III, Carlo IV, Gerónimo Antonio Gil e Fernando José Manguino, più Raffaello, e Michelangelo. Sempre a Cavallari sono attribuiti il patio, la sala convegni e le gallerie di pittura e scultura.